# 杉野巌
杉野 巌（すぎの いわお、1892年（明治25年）3月1日 - 1973年（昭和48年）6月3日）は、大正から昭和期の大日本帝国陸軍軍人。最終階級は陸軍少将。
　　　　　　　　　　　　　　　　　　　　　　　　　　　　　　　　　　　　　　　　　　　

## 経歴
東京府出身。1913年（大正2年）5月26日、陸軍士官学校を卒業（士候25）、同年12月25日に陸軍歩兵少尉に任官した。
1939年（昭和14年）3月9日、陸軍歩兵大佐に昇進し、歩兵第4連隊の留守隊長となる。同年8月1日、連隊長に就任した。1941年（昭和16年）3月1日、東部軍司令部附となるとともに、東京文理科大学で服務した。1944年（昭和19年）3月1日、陸軍少将に昇進し、東京文理科大学服務が終了する。3月20日に千島第1守備隊司令部附に任じられ、4月17日に歩兵第73連隊長となる。
1948年（昭和23年）1月31日、公職追放仮指定を受けた。